# تغ أشتران (باقران)
تغ أشتران (بالإنجليزية: Tag-e Oshtoran)‏ هي مستوطنة تقع في إيران في قسم باقران الريفي. يقدر عدد سكانها بـ 23 نسمة .